# Roxy Recordings
Roxy Recordings, aussi connu sous le nom de King Island Roxystars est un label de disque indépendant, basé à Stockholm, en Suède. Ce label a été formé en 2007, et est possédé par Nordisk Film et MBO.

## Artistes signés sous le label "Roxy"
- Eric Saade
- Agnés
- Orup
- Nicole Sabouné
- Sebastian Karlsson
- Patrik Isaksson
- Peter Jöback
- Malena Ernman
- The Ark
- Sarah Dawn Finer
- Erik Hassle